# Winona (Minnesota)
Winona település az Amerikai Egyesült Államok Minnesota államában, Winona megyében, melynek megyeszékhelye is. Lakosainak száma 25 948 fő (2020. április 1.).

## Népesség
A település népességének változása:

| 2010 | 27 592 |
| 2020 | 25 948 |